# Daniel Tinayre
Daniel Andrés Manoli Tinayre (Vertulh, 14 de setembre de 1910 - Buenos Aires, 23 d'octubre de 1994) va ser un director, guionista i productor de cinema francès radicat a l'Argentina.
És fill d’André Tinayre i Margueritte Bernet, i de molt jove es va traslladar a Buenos Aires.

## Carrera professional
Tinayre va dirigir 23 films entre 1934 a 1974, entre els més destacats el thriller de 1947 A sangre fría amb Amelia Bence i Tito Alonso.
També va ser un notable guionista i productor simultàniament contribuint en aquestes àrees als seus films dirigits al cinema de l'Argentina.
Entre les seves més celebrades produccions estan Deshonra (1952) amb Fanny Navarro, Mecha Ortiz, Tita Merello, Jorge Rigaud, Guillermo Battaglia i Francisco de Paula, En la ardiente oscuridad (1958) amb Duilio Marzio, Mirtha Legrand, Lautaro Murúa i Luisa Vehil, La Patota amb Mirtha Legrand, Bajo un mismo rostro amb Mirtha i Silvia Legrand, Jorge Mistral i Mecha Ortiz i finalment La Mary amb Susana Giménez i Carlos Monzón.
El 1949 va dirigir Danza del fuego, que més tard va entrar al 4t Festival Internacional de Cinema de Canes. La seva pel·lícula de 1960 La patota va ser introduïda al 11è Festival Internacional de Cinema de Berlín. La seva pel·lícula de 1963 La cigarra no es un bicho es va projectar al 3r Festival Internacional de Cinema de Moscou.
Va ser un dels fundadors de l'entitat Directores Argentinos Cinematográficos el 1958.
Com a director teatral, Daniel Tinayre va dirigir obres de renom mundial tal és el cas de l'obra El procés de Mary Dugan al Teatro Lola Membrives de Buenos Aires el 1965; interpretada per Malvina Pastorino, Enrique Fava, Olinda Bozán, Diana Maggi, Duilio Marzio, Mecha Ortiz, Francisco Petrone, Homero Cárpena, Floren Delbene, Nora Massi, Nathán Pinzón, Rey Charol, Gloria Ugarte, en col·laboració i interpretació de vestuari amb Péle Pastorino, crítica de moda de Harrods.
Va morir en 1994 víctima d'una hemorràgia gastrointestinal provinent d'una complicació de Hepatitis B.
Li van sobreviure els seus dos fills, Daniel Tinayre, mort primerencament en 1999, i Marcela Tinayre, conductora de televisió; i la seva vídua, Mirtha Legrand, actriu i conductora, de qui va ser l'artífex de la seva carrera.

## Filmografia
Director
- Bajo la santa Federación (1935)
- Sombras porteñas (1936)
- Mateo (1937)
- Una porteña optimista (1937)
- La hora de las sorpresas (1941)
- Vidas marcadas (1942)
- Camino del infierno (1946)
- A sangre fría (1947)
- Danza del fuego (1948)
- Pasaporte a Río (1948)
- La vendedora de fantasías (1950)
- Deshonra (1952)
- Tren internacional (1954)
- La bestia humana (1957)
- En la ardiente oscuridad (1959)
- La patota (1960)
- El rufián (1961)
- Bajo un mismo rostro (1962)
- La cigarra no es un bicho (1963)
- Extraña ternura (1964)
- Kuma Ching (1969)
- La Mary (1974)

Guionista
- Bajo la santa Federación (1935)
- Mateo (1937)
- A sangre fría (1947)
- Danza del fuego (1948)
- Pasaporte a Río (1948)
- La vendedora de fantasías (1950)
- Deshonra (1952)
- Tren internacional (1954)
- La cigarra no es un bicho (1963)
- Kuma Ching (1969)

Productor
- Una porteña optimista (1937)
- Pasaporte a Río (1948)
- Tren internacional (1954)
- La bestia humana (1957)
- La patota (1960)
- Extraña ternura (1964)
- Kuma Ching (1969)
- La Mary (1974)

## Premis i distincions
Festival Internacional de Cinema de Berlín
| Any  | Categoria          | Pel·lícula | Resultat  |
| ---- | ------------------ | ---------- | --------- |
| 1961 | Premi C.I.D.A.L.C. | La patota  | Guanyador |